# Kevin Moore (Leichtathlet)
Kevin Moore (* 29. Juli 1990) ist ein ehemaliger maltesisch-australischer Sprinter.
Bei den Commonwealth Games 2010 in Neu-Delhi siegte er mit der australischen Mannschaft in der 4-mal-400-Meter-Staffel.
Seit 2013 startete er für Malta. Bei den Leichtathletik-Weltmeisterschaften 2013 in Moskau schied er über 400 m im Vorlauf aus. 2016 wurde er wegen Dopingvergehens mit einer vierjährigen Sperre belegt.

## Bestleistungen
- 100 m: 10,49 s, 12. August 2014, Zürich
- 200 m: 21,03 s, 14. August 2014, Zürich
- 400 m: 46,13 s, 27. Februar 2010, Sydney